# Zaqatala Qoruğu
Zaqatala Qoruğu är ett naturreservat i Azerbajdzjan. Det ligger i den nordvästra delen av landet, 300 km nordväst om huvudstaden Baku.
I omgivningarna runt Zaqatala Qoruğu växer i huvudsak blandskog. Runt Zaqatala Qoruğu är det ganska tätbefolkat, med 96 invånare per kvadratkilometer.